# Acacia salicina
Acacia salicina é uma espécie de leguminosa do gênero Acacia, pertencente à família Fabaceae.